# حسين علي المنتظري
حسين علي منتظري (1922 - 19 ديسمبر 2009)، رجل دين إيراني، وكان أحد قادة الثورة الإسلامية. حكم عليه بالإعدام في عهد الشاه سنة 1975، لكن أطلق سراحه بعد ثلاث سنوات. بعد انتصار الثورة عينه الخميني نائباً للمرشد الأعلى. لكنّه اختلف لاحقا مع النظام في بعض القضايا مما أدّی الی عزله من مناصبه.

## نشأته
ولد حسين علي المنتظري عام 1922، في أسرة دينية كادحة بمدينة نجف آباد القريبة من مدينة أصفهان. كان والده الحاج علي المنتظري فلاحا وكان يحضر دروس العلوم الدينية والقرآن. تعلم حسين علي القرآن على يد والده منذ صغره.

## حياته العلمية
تلقى الشيخ منتظري دراسته الابتدائية في إحدي المدارس القديمة (الكتاتيب) في نجف آباد، لكنه ترك المدرسة بعد أن تعرض للجلد على يد أحد المعلمين. فأرسله والده إلى أصفهان ليبدأ دراسته العلمية من هناك. وفي عام 1941، رحل منتظري إلى مدينة قم وانضم إلى المدارس الدينية بالحوزة هناك.

## مرحلة النضال والثورة
كان منتظري من رجال الدين الذين دعموا الثورة منذ بدايتها. فقام بمكافحة النظام تحت إشراف الإمام الخميني، وكثيرًا ما اعتقل ونفي وسجن وعذّب بسبب آراءه ومواقفه من النظام. اصدر بحقه حكم الإعدام عام 1975، لكنه لم ينفذ. أطلق سراحه بعد ثلاثة أعوام في 1978 تزامنا مع بزوغ الثورة الإسلامية.

## مناصبه
بعد انتصار الثورة الإسلامية تولى رئاسة مجلس قيادة الثورة، ومجلس خبراء القيادة، وأصبح إمام صلاة الجمعة بعد رحيل آية الله محمود طالقاني، وأخيرًا عينه الامام الخميني نائباً للمرشد الأعلى، باعتباره الرجل الثاني في الثورة الإيرانية، وأطلق عليه لقب نائب القيادة العليا.

## عزله
شكلت حمايته المستمرة من شقيق صهره، مهدي الهاشمي، المسؤول السابق عن مكتب حركات التحرر، بداية التوترات بينه وبين النظام والثورة.
قد أتهم مهدي هاشمي من قبل النظام في مايو من عام 1986 بإفشاء معلومات المفاوضات التي جرت بين الناطق باسم البرلمان الإيراني آنذاك، علي أكبر هاشمي رفسنجاني مع الولايات المتحدة الأمريكية، وهو كان أيضا متهم من قبل النظام السابق بقيامه باغتيال مراجع الدين في إيران سنة 1988.
فصدر حكم إعدامه على الرغم من معارضة منتظري واحتجاجه على ذلك.
وفيما بعد ازدادت التوتّرات بين منتظری وبين النظام. فهو كان في بعض القضايا، كاستمرار الحرب العراقية-الايرانية ومحاكمات المعارضة من جماعة مجاهدي خلق، يقف بخلاف ما يعتقد به أقطاب النظام.
ثم قام بإرسال رسائل إلى الامام الخميني موجها فيها انتقاداته للنظام.
في عام 1989 تم عزله من مناصبه بسبب معارضته السياسية، وفرضت عليه الإقامة الجبرية في منزله بمدينة قم.

## وفاته
توفي في 19 ديسمبر 2009 في مدينة قم عن عمر يناهز السابعة والثمانين عاما ً بسبب أزمة قلبية بعد ما عانى لمدة طويلة من الربو وداء السكري.

## روابط خارجية
- حسين علي المنتظري على موقع الموسوعة البريطانية (الإنجليزية)
- حسين علي المنتظري على موقع مونزينجر (الألمانية)